# Deborah Kara Unger

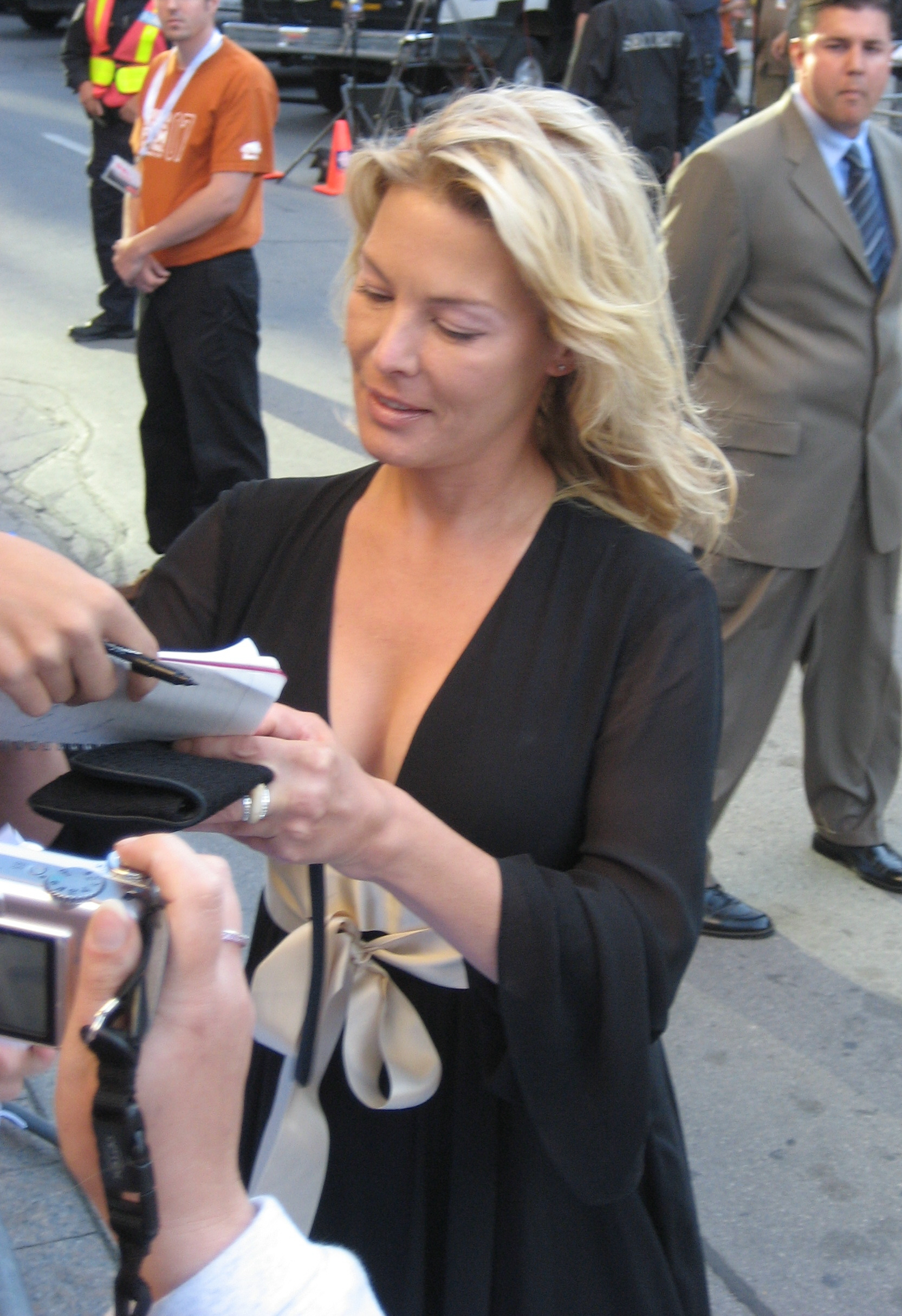
Deborah Kara Unger

Deborah Kara Unger (n. 1966 sau 1963 în Vancouver, British Columbia) este o actriță canadiană.

## Date biografice
Tatăl ei este medic ginecolog,  iar mama sa cercetătoare în cadrul fizicii atomice.
La început Deborah a studiat economie și filozofie la "University of British Columbia". Ulterior a început să studieze dramaturgia la "National Institute of Dramatic Art" în Australia. În anul 2000 și 2003 este nominalizată pentru premiul Genie.
Unger are domiciliul în Vancouver și Los Angeles.

## Filmografie (selectată)
- 1989: Bangkok Hilton
- 1990: Till There Was You
- 1990: Breakaway
- 1990: Prisoners of the Sun
- 1992: Whispers in the Dark
- 1994: State of Emergency
- 1994: Nemuritorul 3: Vrăjitorul
- 1996: Terapie de șoc
- 1996: No Way Home
- 1997: Keys to Tulsa
- 1997: Jocul
- 1998: Luminous Motion
- 1998: The Rat Pack
- 1999: Youri
- 1999: Payback
- 1999: The Weekend
- 1999: The Taste of Sunshine
- 1999: The Hurricane
- 2000: Signs & Wonders
- 2001: Ten Tiny Love Stories
- 2002: The Salton Sea
- 2002: Between Strangers
- 2002: Leo
- 2003: Thirteen
- 2003: Fear X
- 2003: Hollywood North
- 2003: Stander
- 2003: Emile
- 2004: Paranoia 1.0
- 2004: A Love Song for Bobby Long
- 2005: The Alibi
- 2005: Vocea morții
- 2005: Things That Hang from Trees
- 2006: Silent Hill
- 2007: 88 Minutes
- 2009: Walled in